# Магомедов Махмуд Ідрисович
Махмуд Ідрисович Магомедов (азерб. Məhəmmədov Mahmud İdrisoviç, рос. Магомедов Махмуд Идрисович; нар. 28 серпня 1986, Хасав'юрт, Дагестанська АРСР, СРСР) — азербайджанський та російський борець вільного стилю, аварець за походженням, переможець та призер чемпіонатів Європи, переможець Кубку світу.

## Біографія
Боротьбою займається з 1995 року. Вихованець СДЮШОР імені Шаміля Умаханова, місто Хасав'юрт. Тренер: Гаджі Рашидов.
На початку своєї спортивної кар'єри захищав кольори російської збірної. У її складі був чемпіоном Європи серед кадетів (2003) та серед юніорів (2005). У складі першої команди Росії був переможцем та призером кількох престижних міднародних турнірів. З 2009 почав виступи за збірну Азербайджану, а вже наступного року виграв чемпіонський титул на європейській першості. Після цього чемпіонату російська сторона подала протест у зв'язку з порушенням регламенту зі зміни громадянства. Росіяни вимагали анулювати його результат на чемпіонаті Європи 2010 року. Але Міжнародна федерація об'єднаних стилів боротьби залишила його чемпіонське звання, але самого спортсмена дискваліфікували на один рік..

## Спортивні результати на міжнародних змаганнях

### Виступи на Чемпіонатах світу
| Змагання                        | Збірна      | Вагова категорія          | Місце |
| ------------------------------- | ----------- | ------------------------- | ----- |
| Чемпіонат світу з боротьби 2011 | Азербайджан | вільна боротьба, до 55 кг | 15    |

### Виступи на Чемпіонатах Європи
| Змагання                         | Збірна      | Вагова категорія          | Місце  |
| -------------------------------- | ----------- | ------------------------- | ------ |
| Чемпіонат Європи з боротьби 2010 | Азербайджан | вільна боротьба, до 55 кг | Золото |
| Чемпіонат Європи з боротьби 2011 | Азербайджан | вільна боротьба, до 55 кг | Бронза |

### Виступи на Кубках світу
| Змагання                    | Збірна      | Вагова категорія          | Місце  |
| --------------------------- | ----------- | ------------------------- | ------ |
| Кубок світу з боротьби 2012 | Азербайджан | вільна боротьба, до 55 кг | Золото |
| Кубок світу з боротьби 2013 | Азербайджан | вільна боротьба, до 55 кг | 6      |
| Кубок світу з боротьби 2016 | Азербайджан | вільна боротьба, до 57 кг | 5      |

### Виступи на інших змаганнях
| Змагання                                                        | Країна      | Вагова категорія          | Місце  |
| --------------------------------------------------------------- | ----------- | ------------------------- | ------ |
| Чемпіонат Росії з боротьби 2005                                 | Росія       | вільна боротьба, до 55 кг | Бронза |
| Турнір Шаміля Умаханова 2008                                    | Росія       | вільна боротьба, до 55 кг | Бронза |
| Гран-прі «Іван Яригін» 2009                                     | Росія       | вільна боротьба, до 55 кг | Бронза |
| Міжнародний меморіал Дейва Шульца 2009                          | Росія       | вільна боротьба, до 55 кг | Золото |
| Золотий Гран-прі з боротьби 2009                                | Азербайджан | вільна боротьба, до 55 кг | 5      |
| Турнір Г. Картозія і В. Балавадзе 2011                          | Азербайджан | вільна боротьба, до 60 кг | 14     |
| Золотий Гран-прі з боротьби 2011 (Баку)                         | Азербайджан | вільна боротьба, до 55 кг | Золото |
| Вогні Москви 2011                                               | Азербайджан | вільна боротьба, до 55 кг | Срібло |
| Турнір Яшара Догу 2012                                          | Азербайджан | вільна боротьба, до 55 кг | Золото |
| Олімпійський кваліфікаційний турнір з боротьби 2012 (Софія)     | Азербайджан | вільна боротьба, до 55 кг | 7      |
| Олімпійський кваліфікаційний турнір з боротьби 2012 (Гельсінкі) | Азербайджан | вільна боротьба, до 55 кг | 5      |
| Золотий Гран-прі з боротьби 2014 (Баку)                         | Азербайджан | вільна боротьба, до 57 кг | Бронза |
| Вогні Москви 2014                                               | Азербайджан | вільна боротьба, до 57 кг | Срібло |
| Олімпійський кваліфікаційний турнір з боротьби 2016 (Зренянин)  | Азербайджан | вільна боротьба, до 57 кг | 7      |

### Виступи на змаганнях молодших вікових груп
| Змагання                                       | Збірна | Вагова категорія          | Місце  |
| ---------------------------------------------- | ------ | ------------------------- | ------ |
| Чемпіонат Європи з боротьби серед кадетів 2003 | Росія  | вільна боротьба, до 42 кг | Золото |
| Чемпіонат Європи з боротьби серед юніорів 2006 | Росія  | вільна боротьба, до 55 кг | Золото |